# 筒子楼
筒子楼，也称兵营式建筑，即走廊式板楼，是中国大陆的一种城市居民楼结构，多建于1950-90年代，也有一些是在現有建築內部改建而來的。

## 配置
筒子楼一般为3-6层建筑，无电梯。横截面为狭长的条形，两端有楼梯。中间贯穿一条走道如筒子状，因而而得名。房间紧密排列在楼道的两边，一般为20平方米以下的一居室结构，没有独立的厕所、浴室、盥洗室或廚房。因此每楼設有公用盥洗室，一樓則是公用厨房和浴室、客廳等，有些較好的是每层都有，配置與宿舍基本相同。

## 優缺點
对于同样的建筑面积，筒子楼建造廉价而且可居住人多。缺点是面积狭窄，缺乏私人空间，楼道昏暗，而且外观简陋。
最早是作为学生和单身雇员的宿舍，因为这些人生活需要比较简单，而且只是暂时居住。后来因为住房紧张，很多家庭也住在筒子楼里，做饭、洗衣、存储杂物等活动等加剧了居住拥挤的情况。住户在堆满杂物的楼道里，通过老化的电路使用电炉做饭，特别容易引起火灾事故。

## 今日
目前已很少新建家庭居住的筒子楼，现存的筒子楼很多人已經移出，是改建和扩建的对象。